# Меленки (Дмитровский городской округ)
Меленки — деревня в Дмитровском районе Московской области, в составе сельского поселения Куликовское. Население — 6 чел. (2010). До 2006 года Меленки входили в состав Зареченского сельского округа.

## Расположение
Деревня расположена на северо-западе района, на границе с Тверской областью, примерно в 30 км к северо-западу от Дмитрова, на правом берегу реки Сестры, у устья одного из рукавов речки Дятловка, высота центра над уровнем моря 121 м. Ближайшие населённые пункты — Дрочево на противоположном берегу Дятловки и Высоково, Тверской области, на другом берегу  реки Сестры.

## Население
| 2002 | 2006 | 2010 |
| ---- | ---- | ---- |
| 7    | ↗9   | ↘6   |